# حمیدرضا پگاه
حمیدرضا پگاه (زادهٔ ۱۱ دی ۱۳۵۰) بازیگر سینما و تلویزیون اهل ایران است.
وی فعالیت حرفه‌ای خود را از سال ۱۳۷۲ با بازی در مجموعه ضلع ششم به کارگردانی مسعود فروتن آغاز کرد. او در تلویزیون با مجموعه‌های تفنگ سرپر در نقش غیبیش، و آوای باران در نقش طاها مورد توجه قرار گرفت.

## زندگی
حمیدرضا پگاه؛ ۱۱ دی ۱۳۵۰ در تهران متولد شد.

## فیلم‌شناسی

### سینمایی
| سال  | عنوان                     | کارگردان(ها)                    | توضیحات                            |  |
| ---- | ------------------------- | ------------------------------- | ---------------------------------- |  |
| ۱۴۰۲ | پرویز خان                 | علی ثقفی                        | ساختهٔ سازمان هنری رسانه‌ای اوج      |  |
| ۱۴۰۰ | ۲۸۸۸                      | کیوان علیمحمدی و علی اکبر حیدری |                                    |  |
| ۱۳۹۷ | روزگاری ایران             | اردلان عاشوری                   |                                    |  |
| ۱۳۹۷ | دیدن این فیلم جرم است     | رضا زهتابچیان                   | توقیف به مدت دو سال                |  |
| ۱۳۹۵ | رقص پا                    | مزدک میرعابدینی                 |                                    |  |
| ۱۳۹۵ | گیلدا                     | کیوان علیمحمدی امید بنکدار      |                                    |  |
| ۱۳۹۳ | ستاره                     | روح‌الله حجازی                   |                                    |  |
| ۱۳۹۰ | فرزند خوانده              | وحید نیکخواه آزاد               |                                    |  |
| ۱۳۹۰ | یکی می‌خواد باهات حرف بزنه | علیرضا                          | منوچهر هادی                        |  |
| ۱۳۹۰ | قلاده‌های طلا              | ابوالقاسم طالبی                 |                                    |  |
| ۱۳۸۷ | من و شیطان                | علیرضا طالب‌زاده                 |                                    |  |
| ۱۳۸۷ | برخورد خیلی نزدیک         | اسماعیل میهن‌دوست                |                                    |  |
| ۱۳۸۷ | یکی از میان همه           | ابراهیم شیبانی                  |                                    |  |
| ۱۳۸۷ | شبانه‌روز                  | امید بنکدار کیوان علیمحمدی      |                                    |  |
| ۱۳۸۴ | پرونده هاوانا             | علیرضا رئیسیان                  |                                    |  |
| ۱۳۸۴ | صحنه جرم ورود ممنوع       | ابراهیم شیبانی                  |                                    |  |
| ۱۳۸۴ | آتش‌نشان کوچک              | مهران ملکوتی                    | کانون پرورش فکری کودکان و نوجوانان |  |
| ۱۳۸۳ | مواجهه                    | سعید ابراهیمی‌فر                 |                                    |  |
| ۱۳۸۲ | چند تار مو                | ایرج کریمی                      |                                    |  |
| ۱۳۸۲ | عاشق مترسک                | مهدی نوربخش                     |                                    |  |
| ۱۳۸۱ | این زن حرف نمی‌زند         | احمد امینی                      |                                    |  |

### تله فیلم
| سال  | عنوان                 | نقش  | کارگردان                  |
| ---- | --------------------- | ---- | ------------------------- |
| ۱۳۸۸ | عملیات پایتخت         | حامد | محمدرضا آهنج              |
| ۱۳۸۸ | سایه‌های بلند گناه     |      | شهرام شاه‌حسینی            |
| ۱۳۸۶ | نامادری               |      | اصغر نعیمی                |
| ۱۳۸۶ | زائر                  |      | مسعود آب‌پرور              |
| ۱۳۸۴ | جای او دیگر خالی نیست |      | مهرداد خوشبخت             |
| ۱۳۸۲ | پیش‌پرده               |      | بیژن صمصامی رضا حامدی‌خواه |

### مجموعه تلویزیونی
| سال       | عنوان                     | کارگردان                   | توضیحات             |
| --------- | ------------------------- | -------------------------- | ------------------- |
| ۱۴۰۳      | فریبا                     | محمود معظمی                | نام قبلی «شب دیجور» |
| ۱۳۹۹      | خانه امن                  | احمد معظمی                 | شبکه یک             |
| ۱۳۹۸      | گیله وا                   | اردلان عاشوری              | شبکه سه             |
| ۱۳۹۶      | دیگری                     | مرجان اشرفی                | شبکه سه             |
| ۱۳۹۶      | هست و نیست                | حسین سهیلی‌زاده             | شبکه دو             |
| ۱۳۹۳      | زاویه هفتم                | محمود معظمی                | شبکه سه             |
| ۱۳۹۲      | آوای باران                | حسین سهیلی‌زاده             | شبکه سه             |
| ۱۳۹۱      | حیرانی (مجموعه تلویزیونی) | امید بنکدار کیوان علیمحمدی | شبکه سه             |
| ۱۳۹۰      | پیدا و پنهان              | شهرام شاه‌حسینی             |                     |
| ۱۳۹۰      | تا رهایی                  | حسین تبریزی                |                     |
| ۱۳۸۹      | یک روز قبل                | صادق کرمیار                | شبکه یک             |
| ۱۳۸۵      | آخرین گناه                | حسین سهیلی‌زاده             | شبکه دو             |
| ۱۳۸۳      | شبی از شب‌ها               | رضا کریمی                  |                     |
| ۱۳۷۷–۱۳۸۱ | تفنگ سرپر                 | امرالله احمدجو             | شبکه یک             |
| ۱۳۷۹      | با من بمان                | حمید لبخنده                |                     |
| ۱۳۷۸      | مثل باران                 | سیدحسن موسویان             |                     |
| ۱۳۷۶      | قبیله عشق                 | علی شاه حاتمی              |                     |
| ۱۳۷۶      | شن‌های کف رودخانه          | یوسف سیدمهدوی              |                     |
| ۱۳۷۵      | تردید                     | مسعود فروتن                |                     |
| ۱۳۷۴      | به سوی زندگی              | مسعود فروتن                |                     |
| ۱۳۷۲      | ضلع ششم                   | مسعود فروتن                |                     |

### نمایش خانگی
| سال  | عنوان   | کارگردان    | توضیحات          |
| ---- | ------- | ----------- | ---------------- |
| ۱۴۰۰ | جزیره   | سیروس مقدم  | فیلیمو           |
| ۱۳۹۵ | عاشقانه | منوچهر هادی | شبکه نمایش خانگی |